# Allerup Sogn

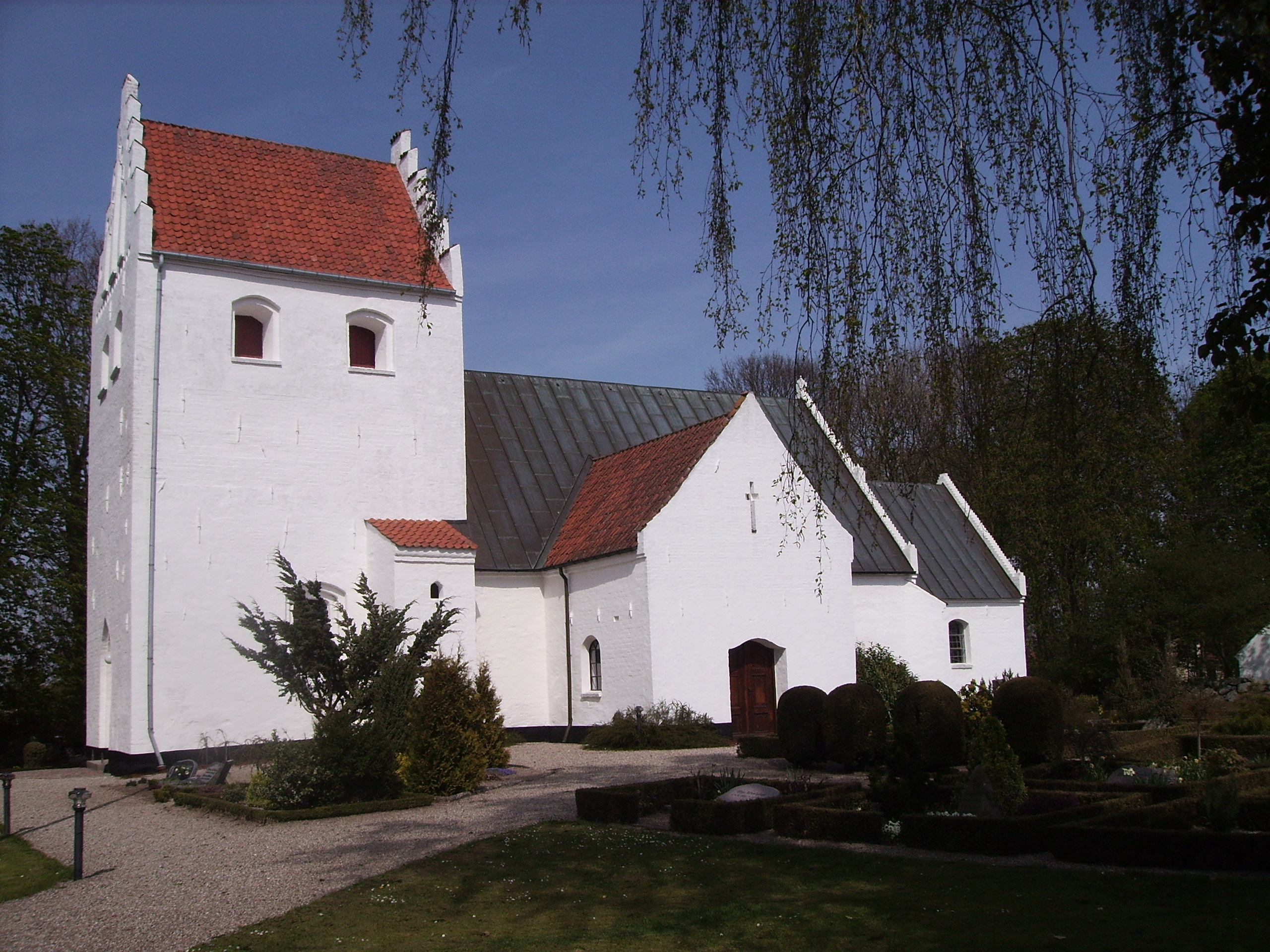
Allerup Kirke

Allerup Sogn ist eine Kirchspielsgemeinde (dän.: Sogn) auf der Insel Fyn (dt.: Fünen) im südlichen Dänemark. Bis 1970 gehörte sie zur Harde Åsum Herred im damaligen Odense Amt, danach zur Odense Kommune im Fyns Amt, die im Zuge der  Kommunalreform zum 1. Januar 2007 Teil der Region Syddanmark geworden ist.
Im Kirchspiel leben 323 Einwohner (Stand: 1. Januar 2023). Im Kirchspiel liegt die Kirche „Allerup Kirke“.
Nachbargemeinden sind im Westen Højby Sogn und im Norden und im Osten Fraugde Sogn, ferner in der  südlich benachbarten Faaborg-Midtfyn Kommune Sønder Nærå Sogn.